# لو غاردينر
لو غاردينر (بالإنجليزية: Lou Gardiner)‏ هو ضابط نيوزلندي، ولد في 4 أغسطس 1952 في ويلينغتون في نيوزيلندا، وتوفي في 18 يوليو 2015 في هوت العليا ‏ في نيوزيلندا بسبب سرطان.